# Philippe Pistel
Philippe Pistel est un écrivain français du XVIIe siècle.
Originaire de Champtoceaux en Anjou, il vécut dans la communauté des protestants de Saumur.
Il est l'auteur du Tombeau des Yvrongnes, ouvrage rédigé en parler angevin, dont l'édition originale parue à Caen en 1611 n'est connue qu'à un seul exemplaire.

## Sources
1. ↑  « Maison des vins d'ancenis - ancenis (44) », sur maisondesvins-d-ancenis.com via Wikiwix (consulté le 10 octobre 2023).